# Elezioni europee del 1984
Le elezioni europee del 1984 si svolsero tra il 14 e il 17 giugno per eleggere il 2° Parlamento europeo. Furono le seconde elezioni europee della storia. Rispetto alle precedenti consultazioni, in questa tornata erano chiamati alle urne anche i greci. Le elezioni furono vinte dal gruppo Socialista con 130 seggi, davanti al Partito Popolare Europeo che ne ottenne 110.

## Sistema di voto
Non vi fu un sistema di voto unico per tutti gli stati membri ma ognuno di essi adottò un proprio metodo, stabilito con legge nazionale.
Il Regno Unito utilizzò in Inghilterra, Galles e Scozia un sistema di voto uninominale a un turno (first-past-the-post), formato da 78 circoscrizioni, mentre in Irlanda del Nord vennero assegnati 3 seggi con sistema proporzionale. Il Belgio, l'Irlanda e l'Italia usarono un sistema proporzionale con suddivisione del territorio in circoscrizioni. La Danimarca, la Francia, la Germania Ovest, la Grecia, il Lussemburgo ed i Paesi Bassi utilizzarono un sistema proporzionale unico nazionale, anche se nel caso della Danimarca la Groenlandia ebbe una circoscrizione propria con l'assegnazione di un seggio e nel caso della Germania Ovest i tre seggi spettanti alla zona di Berlino Ovest non furono eletti direttamente ma vennero scelti dalla Camera dei Rappresentanti di Berlino, dato lo status particolare della città.

### Distribuzione dei seggi
La distribuzione dei 434 seggi, era stabilita in base alla popolazione degli Stati membri:
| Stato          | Seggi |
| -------------- | ----- |
| Francia        | 81    |
| Germania Ovest | 81    |
| Italia         | 81    |
| Regno Unito    | 81    |
| Paesi Bassi    | 25    |
| Belgio         | 24    |
| Grecia         | 24    |
| Danimarca      | 16    |
| Irlanda        | 15    |
| Lussemburgo    | 6     |
| Totale         | 434   |

## Gruppi politici
| Gruppo                    | Gruppo                                    | Ideologia                    | Capogruppo                                                           | Seggi | +/- seggi |
| ------------------------- | ----------------------------------------- | ---------------------------- | -------------------------------------------------------------------- | ----- | --------- |
|                           | Gruppo Socialista (SOC)                   | Socialismo, socialdemocrazia | Rudi Arndt                                                           | 130   | 17        |
|                           | Gruppo del Partito Popolare Europeo (PPE) | Cristianesimo democratico    | Egon Klepsch                                                         | 110   | 3         |
|                           | Democratici Europei (DE)                  | Conservatorismo              | Henry Plumb                                                          | 50    | 14        |
|                           | Gruppo Comunista e Apparentati (COM)      | Comunismo                    | Giovanni Cervetti                                                    | 41    | 3         |
|                           | Gruppo Liberale e Democratico (LD)        | Liberalismo                  | Simone Veil                                                          | 31    | 9         |
|                           | Alleanza Democratica Europea (ADE)        | Conservatorismo nazionale    | Christian de La Malène                                               | 29    | 7         |
|                           | Gruppo Arcobaleno (ARC)                   | Ambientalismo                | Else Hammerich, Jaak Vandemeulebroucke, Bram van der Lek, Paul Staes | 20    | nuovo     |
|                           | Gruppo delle Destre Europee (GDE)         | Nazionalismo, estrema destra | Jean-Marie Le Pen                                                    | 16    | Nuovo     |
|                           | Non iscritti (NI)                         | Vari                         | nessuno                                                              | 7     | 2         |
| Totale                    | Totale                                    | Totale                       | Totale                                                               | 434   | 24        |
| Fonte: Parlamento europeo |                                           |                              |                                                                      |       |           |

| Riepilogo dei seggi (+/- elezioni 1979) | Riepilogo dei seggi (+/- elezioni 1979) | Riepilogo dei seggi (+/- elezioni 1979) | Riepilogo dei seggi (+/- elezioni 1979) | Riepilogo dei seggi (+/- elezioni 1979) | Riepilogo dei seggi (+/- elezioni 1979) | Riepilogo dei seggi (+/- elezioni 1979) |
| --------------------------------------- | --------------------------------------- | --------------------------------------- | --------------------------------------- | --------------------------------------- | --------------------------------------- | --------------------------------------- |
|                                         |                                         |                                         |                                         |                                         |                                         |                                         |
| COM                                     | 41                                      | ▼ 3                                     |                                         | SOC                                     | 130                                     | ▲ 17                                    |
| ARC                                     | 20                                      | Nuovo                                   |                                         | NI                                      | 7                                       | ▼ 3                                     |
| CDI                                     | 0                                       | ▼ 11                                    |                                         | LD                                      | 31                                      | ▼ 9                                     |
| PPE                                     | 110                                     | ▲ 3                                     |                                         | DE                                      | 50                                      | ▼ 14                                    |
| ADE                                     | 29                                      | ▲ 7                                     |                                         | GDE                                     | 16                                      | Nuovo                                   |

## Ripartizione dei seggi
| Stato                      | SOC            | PPE          | DE             | COM           | LD          | ADE    | ARC                  | GDE      | NI          | Totale |
| -------------------------- | -------------- | ------------ | -------------- | ------------- | ----------- | ------ | -------------------- | -------- | ----------- | ------ |
| Belgio (risultati)         | 4 PS 3 SP.A    | 4 CVP 2 PSC  |                |               | 2 PVV 3 PRL |        | 2 VU 1 Verdi 1 Ecolo |          | 1 PS 1 SP.A | 24     |
| Danimarca (risultati)      | 4 S            | 1 CD         | 4 KF           | 1 SF          | 2 V         |        | 4 ModEU              |          |             | 16     |
| Francia (risultati)        | 20 PS          | 9 UDF        |                | 10 PCF        | 12 UDF      | 20 RPR |                      | 10 FN    |             | 81     |
| Germania Ovest (risultati) | 33 SPD         | 34 CDU 7 CSU |                |               |             |        | 7 Grünen             |          |             | 81     |
| Grecia (risultati)         | 10 PASOK       | 9 ND         |                | 3 KKE 1 KKE-E |             |        |                      | 1 UPN    |             | 24     |
| Irlanda (risultati)        |                | 6 FG         |                |               | 1 Ind.      | 8 FF   |                      |          |             | 15     |
| Italia (risultati)         | 9 PSI 3 PSDI   | 26 DC 1 SVP  |                | 26 PCI        | 3 PLI 2 PRI |        | 1 PdUP 1 DP 1 PSd'Az | 5 MSI-DN | 3 PR        | 81     |
| Lussemburgo (risultati)    | 2 LSAP         | 3 CSV        |                |               | 1 DP        |        |                      |          |             | 6      |
| Paesi Bassi (risultati)    | 9 PvdA         | 8 CDA        |                |               | 5 VVD       |        | 2 GPA                |          | 1 SGP       | 25     |
| Regno Unito (risultati)    | 32 Lab. 1 SDLP |              | 45 Cons. 1 UUP |               |             | 1 SNP  |                      |          | 1 DUP       | 81     |
| Totale                     | 130            | 110          | 50             | 41            | 31          | 29     | 20                   | 16       | 7           | 434    |

## Conseguenze
I risultati videro una buona affermazione del Gruppo socialista che guadagnò 17 seggi; in generale, le grandi formazioni politiche guadagnarono parlamentari a discapito delle piccole formazioni e degli indipendenti. Per la prima volta, i verdi\regionalisti e l'estrema destra riuscirono a costituire un proprio gruppo parlamentare. 
Nel 1987 si tennero elezioni straordinarie per le nuove adesioni di Spagna e Portogallo.
Presidenti dell'Europarlamento vennero eletti il francese Pierre Pflimlin (RPR, Partito Popolare Europeo) per il triennio 1984-1987 e il britannico Charles Henry Plumb, (Partito Conservatore, Democratici Europei), per il biennio 1987-1989.